# Acantheis nipponicus
Acantheis nipponicus là một loài nhện trong họ Ctenidae.
Loài này thuộc chi Acantheis. Acantheis nipponicus được Hirotsugu Ono miêu tả năm 2008.